# Karia (ort i Tétouan)
Karia (arabiska: القرية) är en ort i Marocko, som i folkräkningen räknas som stad i landskommunen Jbel Lahbib. Den ligger i provinsen Tétouan och regionen Tanger-Tétouan-Al Hoceïma, 190 km nordost om huvudstaden Rabat. Antalet invånare var 1 091 vid folkräkningen 2014.